# Karen Susmanová
Karen Hantze Susmanová (* 11. prosince 1942, San Diego, Kalifornie) je bývalá americká tenistka, wimbledonská vítězka ve dvouhře z roku 1962, když ve finále porazila Věru Pužejovou Sukovou 6–4, 6–4. Získala také tři grandslamy v ženské čtyřhře, všechny společně s Billie Jean Kingovou. V roce 1960 vyhrála juniorku ve Wimbledonu.
V první světové desítce tenistek se nacházela v letech 1961, 1962 a 1964, nejvýše postavená ve dvouhře byla na 4. místě (1962).

## Finálová utkání na Grand Slamu

### Vítězka - dvouhra
|   | Datum | Turnaj            | Povrch | Finalistka  | Výsledek |
| 1 | 1962  | Wimbledon, Londýn | tráva  | Věra Suková | 6-4, 6-4 |

### Vítězka - čtyřhra
|   | Datum | Turnaj                | Povrch | Spoluhráčka         | Finalistky                         | Výsledek      |
| 1 | 1961  | Wimbledon, Londýn     | tráva  | Billie Jean Kingová | Jan Lehane Margaret Smith Court    | 6-3, 6-4      |
| 2 | 1962  | Wimbledon, Londýn     | tráva  | Billie Jean Kingová | Sandra Reynolds Renee Schuurman    | 5-7, 6-3, 7-5 |
| 3 | 1964  | US Open, Forest Hills | tráva  | Billie Jean Kingová | Margaret Smith Court Lesley Turner | 3-6, 6-2, 6-4 |

### Finalistka - čtyřhra
|   | Datum | Turnaj                 | Povrch | Vítězky                            | Spoluhráčka         | Výsledek      |
| 1 | 1962  | US Open, Forest Hills  | tráva  | Darlene Hard Maria Bueno           | Billie Jean Kingová | 4-6, 6-3, 6-2 |
| 2 | 1964  | Wimbledon, Londýn      | tráva  | Margaret Smith Court Lesley Bowrey | Billie Jean Kingová | 7-5, 6-2      |
| 3 | 1965  | US Open , Forest Hills | tráva  | Carole Caldwell Nancy Richey       | Billie Jean Kingová | 6-4, 6-4      |

## Výsledky na Grand Slamu - dvouhra
| Turnaj          | 1958  | 1959  | 1960  | 1961  | 1962  | 1963  | 1964  | 1965 - 1968 | 1969  | 1970 - 1975 | 1976  | 1977  | 1978  | 1979  | 1980  | Celkově SR |
| --------------- | ----- | ----- | ----- | ----- | ----- | ----- | ----- | ----------- | ----- | ----------- | ----- | ----- | ----- | ----- | ----- | ---------- |
| Australian Open | A     | A     | A     | A     | A     | A     | A     | A           | A     | A           | A     | A / A | A     | A     | A     | 0 / 0      |
| French Open     | A     | A     | A     | A     | A     | A     | ČF    | A           | A     | A           | A     | A     | A     | A     | A     | 0 / 1      |
| Wimbledon       | A     | A     | ČF    | ČF    | W     | A     | 3k    | A           | A     | A           | A     | 2k    | A     | A     | A     | 1 / 5      |
| US Open         | 3k    | ČF    | 3k    | 3k    | 3k    | A     | ČF    | A           | 1k    | A           | 1k    | A     | A     | 2k    | 3k    | 0 / 10     |
| SR              | 0 / 1 | 0 / 1 | 0 / 2 | 0 / 2 | 1 / 2 | 0 / 0 | 0 / 3 | 0 / 0       | 0 / 1 | 0 / 0       | 0 / 1 | 0 / 1 | 0 / 0 | 0 / 1 | 0 / 1 | 1 / 16     |

| Legenda | Legenda                                   | Legenda | Legenda                     |
| ------- | ----------------------------------------- | ------- | --------------------------- |
| SR      | poměr vyhraných turnajů ku všem odehraným | W–L V–P | výhry–prohry                |
| NH      | daný rok se turnaj nekonal                | A       | turnaje se hráč nezúčastnil |
| 1Q / LQ | prohra v (kole) kvalifikace               | 1k / 1R | prohra v daném kole turnaje |
| QF / ČF | prohra ve čtvrtfinále                     | SF      | prohra v semifinále         |
| F       | prohra ve finále                          | Vítěz   | vítězství v turnaji         |

Poznámka: Australian Open se uskutečnil v roce 1977 dvakrát, v lednu a prosinci.